# موسیقی آند

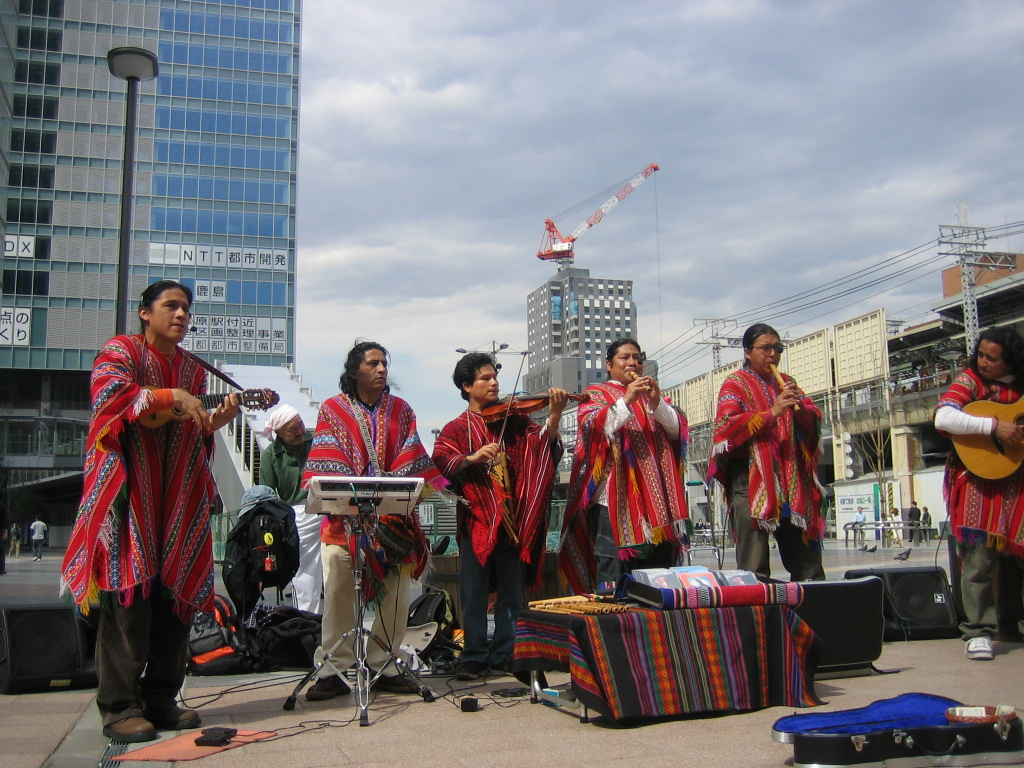
اجرای خیابانی اثر ال کوندور پاسا توسط گروهی اهل پرو در شهر توکیو.

موسیقی آندی (به اسپانیایی: Música andina) مجموعه‌ای از سبک‌های موسیقی در ناحیهٔ آند در منطقهٔ آمریکای جنوبی است.
شعرها و ملودی‌های اصلی این سبک‌ها از فرهنگ‌های کچوا، آیمارا و دیگر مردمان محلی گرفته شده‌است که در نواحی تحت‌الامر امپراتوری اینکا، قبل از مهاجرت اروپاییان، معیشت داشتند. موسیقی‌های محلی اقوام مذکور به مرور با موسیقی اسپانیایی ادغام شد. این شامل موسیقی فولکلور بخش‌هایی از آرژانتین، بولیوی، اکوادور، شیلی، کلمبیا، پرو و ونزوئلا می‌شود. موسیقی آند به درجات مختلف در سراسر آمریکای لاتین محبوبیت دارد. داشتن هسته‌های بومی و اقلیمی این موسیقی در بین مردم مناطق روستایی و بومی این نواحی خوشایند است. جنبش ترانه‌سرایی نوین از دهه ۱۹۷۰ به احیای این سبک پرداخت و اشعار ناشناخته و فراموش‌شدهٔ بسیاری را گردآوری کرد.

## آلات موسیقی

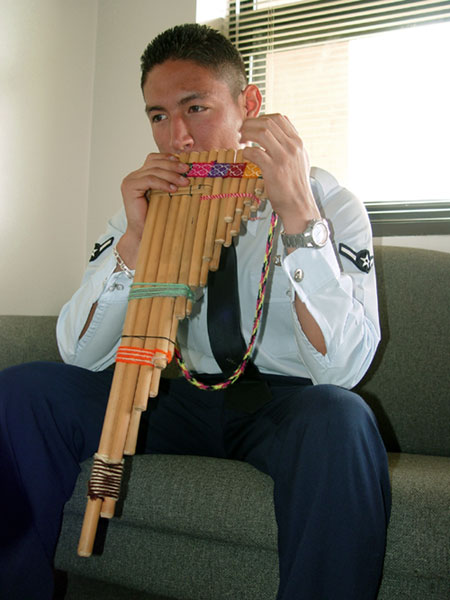
یک سیکو نواز. این آلت موسیقی در موسیقی آند بسیار رایج است.

آلات موسیقار شامل سیکو (یا سامپونیا) و آنتارا هستند. این آلات موسیقی باستانی و بومی در اندازه‌ها و شکل‌های مختلف و با توجه به نیاز سبک و فرم استفاده می‌شوند. ابزار مذکور موسیقایی در این سبک ساخته شده از نی‌هایی هستند که در محیط دریاچه‌های ناحیهٔ کوهستانی آند می‌رویند. سیکو، از آلات رایج در آند، دارای دو ردیف نی‌ها است که به صورت سازهای دهانی استفاده می‌شوند. برخی از نمونهٔ مدرن‌تر آنتارا استفاده می‌کنند که مزیت‌هایی نسبت به سیکو دارد.

## تاریخ معاصر
در قرن بیستم شاهد تغییرات شدید در جامعه و فرهنگ آند بوده‌ایم. برای مثال در بولیوی، یک انقلاب ناسیونالیستی در سال ۱۹۵۲، که منجر به افزایش حقوق و آگاهی اجتماعی بومیان شد، رخ داد. دولت جدید التاسیس به ترویج فرهنگ عامه در وزارت آموزش و پرورش و ایستگاه‌های رادیو پرداخت و به سخن‌پراکنی به آیمارا و کچوایی اقدام به عمل آورد.
در ۱۹۶۵ نفوذ گروه به نام لوس خایراس در لاپاز بولیوی تشکیل شد؛ آن‌ها از موسیقی بومی برای مخاطبین شهرنشین اروپایی‌ها و طبقه متوسط استفاده کردند. یک عضو لس خایراس با نام  گیلبرت فاوره (نوازنده فلوت سوییسی-فرانسوی) از قبل با خاندان پارا (انخل، ایزابل، مادرشان ویولتا) در پاریس آشنا شده بود. خاندان پارا در نهایت شروع به ترویج موسیقی بومی در سانتیاگو شیلی کردند.
اواخر دهه ۱۹۶۰ گروه‌های بومی مانند گروه آیمارایی «روپای» و سمبل خوانندگان کچوایی لوسمیلا کارپیو به اجرا برخاستند. بعد از آن در شیلی گروه‌هایی مانند اینتی-ایلیمانی و لوس کوراکا به مساعدت خاندان پارا و لوس خایراس به ابداع ترانه‌سرایی نوین کمک کردند و این سبک نوین در سال ۱۹۸۰ در قالب هنرمندان مانند اما خونارو و ماتیلد کاسازولا به بولیوی بازگشت.
در دههٔ ۱۹۷۰ پس از یک دهه فراز و نشیب، موسیقی آند رشد بسیاری یافته‌بود. گروه‌های مختلف برخاسته از مناطق بومی‌نشین سراسر کوه‌های آند به وجود آمدند و در پرو، اکوادور، شیلی، بولیوی کلمبیا و آرژانتین ترویج یافتند.
بسیاری از نوازندگان این موسیقی به شهرهای بزرگ و گروه‌ها و باندهای سرشناس راه یافتند. یکی از افسانه ای‌ترین موردهای مذکور لوس کخارکاس در بولیوی بود. آواز و آهنگسازی آهنگ‌های آن‌ها در بولیوی به خوبی شنیده شد و بعدها به صورت نسخهٔ استاندارد موسیقی آند درآمد.
بعدها موسیقی آند به دیگر نواحی جهان نیز راه یافت.

## ژانرها و روابط با دیگر سبک‌های موسیقی
- Carnavalito
- Diablada - سرچشمه گرفته در اورورو بولیوی، به عنوان نوعی از موسیقی به طور معمول در ارتباط با جشنواره رقص دیابلادا.
- Tinku - سرچشمه گرفته در پوتوسی بولیوی در مراسمی محلی برای افزایش رزق محصولات کشاورزی.
- K'antu - سبکی از موسیقی و رقص باستانی اینکاها در ارتفاعات بولیوی و پرو.
- San Juanito - سرچشمه گرفته در اکوادور و شمال شرق پرو و جنوب کلمبیا که با فرقه‌هایی مذهبی مرتبط بوده.
- Huayno (wayñu) - سرچشمه در نایب‌الملک‌نشین پرو به عنوان ترکیبی از موسیقی سنتی روستایی و محلی و موسیقی محبوب شهری. با انواع ابزارها از جمله quena (فلوت) و چنگ سیکو (panpipe), آکاردئون و ساکسیفون، چارانگو، لوت، ویولن، گیتار و ماندولین. برخی از عناصر huayño برگرفته از موسیقی پیشا کلمبیایی آند به خصوص در قلمرو سابق امپراتوری اینکا داشت. Huayno با بهره‌گیری از یک ریتم مشخص که در آن بر ضرب تأکید شده‌است و به دنبال آن دو صدای کوتاه می‌تپد، ساخته شده. Huayno خود زیرشاخه‌هایی دارد.
- Harawi - موسیقی سنتی-باستانی و همچنین اشعاری بومی را شامل است. Harawi در امپراتوری اینکا و در حال حاضر در کشورهای که پرو بولیوی و اکوادور و بخشی از شیلی و آرژانتین مرسوم بوده.
- سایا افریقایی-بولیوی (Afro-Bolivian Saya)
- Chicha - سرچشمه گرفته در پروی اواخر دههٔ ۱۹۸۰ به عنوان تلفیقی از cumbia و huayno.

## گروه‌ها و هنرمندان سرشناس
- بولیویا مانتا
- داماریس
- خنه‌سیس
- گروه آیمارا
- ئیاپو
- اینکویو
- اینتی-ایلیمانی
- لوس اینکاس
- ویکتور خارا
- لوس کخارکاس
- ویولتا پارا
- کیلاپایون
- رومییاختا
- ساویا آندینا
- سوکای
- ماگالی سولیر
- لوس سوراکاس
- خایمه گوئاردیا
- مانوئلچا پرادو